# Federico Vietto
Federico Vietto (n. Balnearia, Córdoba, Argentina; 1 de enero de 1998) es un futbolista argentino. Juega de delantero y su equipo actual es Guayaquil City de la Serie A de Ecuador.
Fue internacional absoluto con la selección sub-17 de Argentina. Es hermano del también futbolista Luciano Vietto.

## Trayectoria
Sus inicios se dieron en el Club Atlético Independiente Unión Cultural, de la localidad de Balnearia.

### Racing Club
En Racing fue jugador de la quinta división (categoría juvenil). En junio de 2017 firmó su primer contrato con la Academia, incluyendo en su contrato una cláusula de rescisión que le dejaría 8 millones de euros limpios al club en caso de ser ejecutada.
Después de un bajón anímico y futbolístico que había tenido, Federico Vietto se estaba reencontrando con su mejor versión, primero contra Atlético  Tucumán y luego contra Vélez. Pero justamente en este último partido frente al Fortín, y luego de un fuerte choque con el arquero rival, el delantero sufrió la rotura del ligamento cruzado anterior. La recuperación le demandaría entre seis y ocho meses con lo que estaría regresando a la alta competencia entre marzo y abril de 2019.
Tras varios préstamos y sin ser tenido en cuenta por el entrenador del primer equipo de Racing, el 25 de junio de 2022 decidió rescindir contrato con Racing para buscar nuevos horizontes.

### Patronato de Paraná
En enero de 2020 Vietto fue cedido desde Racing a Patronato por seis meses y sin cargo.

### Temperley
En septiembre de 2020 sella acuerdo con Temperley hasta diciembre de 2021.

### Agropecuario
En marzo de 2021 es cedido al Club Agropecuario de Carlos Casares para disputar el torneo de Primera Nacional.

## Selección nacional

### Sub-15
Federico Vietto participó del sudamericano sub-15 de Bolivia en 2013. Convirtió 4 goles en aquel torneo en el cual su selección finalizaría en el tercer lugar.

### Sub-17
En la selección Argentina sub-17 participó en la Copa del mundo sub-17 estando de suplente en los partidos contra México y Alemania y debutando con la "albiceleste" entrando desde el banco en el minuto 44 en el encuentro contra Australia.

### Participaciones en fases finales
| Copa                                   | Sede    | Resultado        | Partidos | Goles |
| -------------------------------------- | ------- | ---------------- | -------- | ----- |
| Copa México de Naciones Sub-15 de 2013 | México  | Primer lugar     | 6        | 4     |
| Sudamericano Sub-15 de 2013            | Bolivia | Tercer lugar     | 6        | 4     |
| Juegos Sudamericanos de 2014           | Chile   | Medalla de plata | 4        | 2     |
| Copa Mundial Sub-17 de 2015            | Chile   | 24.°             | 1        | 0     |

## Clubes
Actualizado al último partido disputado el 11 de junio de 2023.
| Club                      | País          | Año           | Partidos | Goles |
| ------------------------- | ------------- | ------------- | -------- | ----- |
| Racing Club               | Argentina     | 2016-2022     | 0        | 0     |
| Patronato (préstamo)      | Argentina     | 2020          | 4        | 0     |
| Temperley (préstamo)      | Argentina     | 2020-2021     | 9        | 1     |
| Agropecuario (préstamo)   | Argentina     | 2021          | 2        | 0     |
| Guayaquil City (préstamo) | Ecuador       | 2023-act.     | 10       | 1     |
| Total carrera             | Total carrera | Total carrera | 25       | 2     |

## Palmarés

### Campeonatos internacionales
| Título                         | Equipo              | Sede            | Año  |
| ------------------------------ | ------------------- | --------------- | ---- |
| Copa México de Naciones Sub-15 | Argentina sub-15    | México DF       | 2013 |
| Juegos Sudamericanos           | Selección Argentina | Santiago, Chile | 2014 |